# B級美食
在日本，B級美食（日語：B級グルメ）是指便宜、不奢侈、但平民化且容易食用的料理。為了進行城鎮振興而由地方政府、飲食業界、民間團體所創造的菜單被稱為地方美食、B級地方美食，但也經常被統稱為「B級美食」。

## 概要
B級美食是從1985年、1986年左右開始使用的用語和概念，可能是餐廳的菜肴或家庭料理。不過，自2006年左右開始，各地興起了創造便宜且平民化料理的風潮，並將其作為地方特色來推動地方創生。因此，「B級美食」不僅僅是指代一般的平民料理，而是更加專注於與特定地區緊密結合的料理，也就是所謂的「地方美食」和「B級地方美食」。
隨著B級美食逐漸受到媒體、食品加工廠、觀光協會、地方政府及消費者的關注，這些料理逐漸成為一種地域活動，並且呈現出以家庭料理促進地方發展的趨勢。
B級美食與鄉土料理的界限模糊，但若要強行區分，鄉土料理一般以和食為主，而B級美食則更多是從日本以外所引進的料理，如拉麵、炒麵、咖哩、炸肉餅、義大利麵等，經過當地創新後形成的特色料理。此外，有些地方以「振興城鎮」為名，推出冠以地方名稱但品質低劣的料理或加工食品，這種情況導致B-1美食大賽提出批評，並且B級美食團體的退會現象也日益增多。

## 用語、概念的歷史
「B級美食」最早出現於1985年。當時自由撰稿人田澤龍次基於他在雜誌《angle》上的連載文章，出版了《東京美食通訊 B級美食的逆襲》（主婦與生活社）。隨後，1986年田澤龍次作為主要撰稿人的《B級美食》系列在文春文庫以視覺版形式發行，這一用語和概念開始廣泛流傳。
上述《B級美食》系列的編輯、曾任《文藝春秋》編輯的里見真三因不滿女性雜誌中的一句「這道料理1萬元很便宜」，提倡「享受普通的美食」，並提出B級美食的概念。
B級美食的定義多樣，例如，有人認為「B級美食」是指比A級、一級品低一等的二級品料理，也有人認為B級美食是指在特定地區由多家店鋪提供，並受到當地人喜愛的低價美味料理。從地方振興的角度看，B級美食是指由「B-1美食大賽」定義的價格低廉且美味、深受當地人喜愛的食物。
一些地方政府將當地珍視的食材及產品定位為「A級美食」，並於2018年11月13日宣佈成立「日本A級（永久）美食之城聯盟」。該聯盟在成立時有五個市町參加（島根縣邑南町及西之島町、福井縣小濱市、宮崎縣都農町、北海道鹿部町）。

## B-1美食大賽
自2006年起舉辦的B-1美食大賽，是一個旨在促進地方活性化的城鎮振興活動。參賽的料理應被稱為「B級地方美食」或「地方美食」，但如上文所述，通常也被統稱為「B級美食」。

## B級美食漫畫
隨著日本泡沫經濟破裂後的不景氣以及B級美食熱潮的興起，以B級美食為題材的漫畫越來越多，並在2013年左右成為美食漫畫的重要一環。
自1999年森田信吾的《車站前的步方》開始，以至於《美食刑警立花》，這一類型的漫畫達到了極致。

## 出處
1. ↑  《大辭泉》【B級グルメ】
2. 1 2  牛田泰正.  (PDF). 城西國際大學紀要 (城西國際大學). 2011, 19 (6): 51–66  [2024-06-30]. ISSN 0919-4967. （原始内容存档 (PDF)于2022-12-01）.
3. ↑  田村秀. . 集英社. 2008: Template:要ページ番号. ISBN 978-4087204629.
4. ↑  詳細請參照B級地方美食（日语：ご当地グルメ）及地方美食（日语：ご当地グルメ）。
5. ↑  吉野忠男; 松尾靜嘉. . 大阪経大論集. 2013, 64 (1): 167–194. doi:10.24644/keidaironshu.64.1_167.
6. ↑  . JAPAN WEB MAGAZINE.   [2020-03-21]. （原始内容存档于2024-12-07）.
7. ↑  . 朝日新聞デジタル.   [2020-03-21]. （原始内容存档于2020-11-08）.
8. ↑  . 女性セブン (NEWSポストセブン). 2011-02-09, (2011年2月17日号)  [2013-08-02]. （原始内容存档于2025-01-23）.
9. ↑  岩村澤也. . 國際經營・文化研究 (淑德大學國際溝通學部人間環境學科). 2010, 2 (14): 95–103. ISSN 1343-1412.
10. ↑  . 熊本日日新聞. 2010-11-04.
11. ↑  原達郎. . 福岡県福岡市: 弦書房. 2007: Template:要ページ番号. ISBN 978-4902116762.
12. ↑  吉野忠男; 松尾靜嘉. . 大阪経大論集. 2013, 64 (1): 167–194. doi:10.24644/keidaironshu.64.1_167.
13. ↑  村上喜郁. . 大阪観光大学紀要 (大阪觀光大學). 2011-03, (11): 87.
14. ↑  松永光雄. . 法政論叢. 2013, 49 (2): 39. doi:10.20816/jalps.49.2_39.
15. ↑  . 産経新聞朝刊. 2018-11-14  [2018-12-16]. （原始内容存档于2025-01-23）.
16. 1 2  芝田隆広. . NIKKEI STYLE. 2013-05-27  [2024-06-30]. （原始内容存档于2024-06-30）.

## 外部連結
- 列島あちこち 食べるぞ! B級グルメ，存于 - NIKKEI オフタイム
- 食べるぞ！Ｂ級グルメ（食べＢ）的Facebook專頁
- 台灣B級美食 （页面存档备份，存于） - 交通部觀光局